# Daletjärnen, Bohuslän
Daletjärnen är en sjö i Tanums kommun i Bohuslän och ingår i Enningdalsälvens huvudavrinningsområde. Sjön är 4,1 meter djup, har en yta på 0,0887 kvadratkilometer och är belägen 133 meter över havet. Sjön avvattnas av vattendraget Såghultsbäcken. Vid provfiske har abborre, gädda och mört fångats i sjön.

## Delavrinningsområde
Daletjärnen ingår i det delavrinningsområde (653043-125704) som SMHI kallar för Mynnar i Norra Bullaresjön. Medelhöjden är 143 meter över havet och ytan är 24,34 kvadratkilometer. Det finns inga avrinningsområden uppströms utan avrinningsområdet är högsta punkten. Såghultsbäcken som avvattnar avrinningsområdet har biflödesordning 2, vilket innebär att vattnet flödar genom totalt 2 vattendrag innan det når havet efter 20 kilometer. Avrinningsområdet består mestadels av skog (90 procent). Avrinningsområdet har 0,68 kvadratkilometer vattenytor vilket ger det en sjöprocent på 2,8 procent.